# سیارک ۱۰۷۲۵
سیارک ۱۰۷۲۵ (به انگلیسی: 10725 Sukunabikona، نامگذاری:1986WB) ده هزار و هفتصد و بیست و پنجمین سیارک کشف شده‌است که در ۲۲ نوامبر ۱۹۸۶ کشف شد.
قدر مطلق سیارک برابر ۱۴٫۱۰ است.